# Botulisme
El botulisme és el tipus més greu d'intoxicació alimentària; amb freqüència és mortal i es produeix després d'ingerir aliment que conté neurotoxina produïda pel bacteri anaeròbic Clostridium botulinum. Aquest bacteri viu normalment a terra o a l'aigua, però les seves endòspores poden contaminar aliments crus, provinents de vegetals o d'animals, abans de la seva recol·lecció o sacrifici. Si els aliments es cuinen adequadament, de forma que les espores de C. botulinum es desactivin i la toxina quedi destruïda (escalfant-los a 85 °C, durant -com a mínim- 5 minuts; o a 121 °C, durant 3 minuts a una pressió determinada), no sorgeix cap problema. Però si queden endòspores viables, poden iniciar el seu creixement i quantitats mínimes de la neurotoxina que produeixen, (DL50 intracorporal de 1.3–2.1 ng/kg i de 10–13 ng/kg per inhalació) poden ser extremadament tòxiques. Encara que el fred no elimina el C. botulinum, el creixement del bacteri es redueix a temperatures per sota de 4 °C. No es desenvolupa en condicions d'acidesa (pH inferior a 4,6) i la toxina no es generarà en aliments molt àcids (si bé un pH baix no degrada les toxines ja existents). Un medi molt ric en sal comuna o en nitrits també limita la formació de la toxina (és el cas, per exemple, de les semiconserves de pernil).
El 1924, Weinberg i Goy foren els primers en intentar immunitzar cavalls amb toxoides antigènics contra el botulisme administrant als animals per via subcutània i oral toxines A i B detoxificades químicament. Velikanov (1934) creà el primer toxoide per la immunització d'humans. Durant la dècada de 1950, els científics de Fort Detrick, actual seu de l'USAMRAIID, encapçalaren la investigació de vacunes multivalents i antitoxines contra la malaltia i segueixen avui dia diferents línies de recerca avançada per prevenir la infecció.

## Etiologia i patogènesi
El bacteri Clostridium botulinum es troba en zones contaminades, on els sòls i les aigües no tractades produeixen un brou de cultiu ideal. Aquest bacteri produeix unes espores que sobreviuen en els aliments, els quals es poden contaminar amb aquestes espores en els processos d'elaboració i/o emmagatzematge. Allí produeixen una toxina -de diferents grups genòmics- que en ingressar al cos, fins i tot en mínimes quantitats, sol causar greus intoxicacions. Les toxines (metal·loproteases, estructuralment bastant semblants a les que causen el tètanus, amb una cadena de polipèptids pesada -de 100 kDa- i una lleugera -de 50 kDA-, unides per un pont disulfur) tenen una potent acció neurotòxica, ja que impedeixen l'alliberament de l'acetilcolina, ocasionant paràlisi flàccida, fallida parasimpàtica i aturada cardiorespiratòria. En alguns casos es produeixen disfuncions ventriculars (síndrome de takotsubo), similars a les d'un quadre coronari agut, a conseqüència de l'afectació del sistema nerviós autònom. El període d'incubació de la forma alimentària del botulisme és d'unes 12-36 hores des del moment d'ingerir la toxina. De vegades, la malaltia debuta amb fasciculacions (contraccions musculars involuntàries) generalitzades. El botulisme és considerat una de les malalties de la placa o unió neuromuscular.
De fet, la botulina és la substància més tòxica que existeix. La toxicitat és tan alta, que és probable que amb tan solament tastar l'aliment contaminat per a confirmar que està dolent, la persona s'intoxiqui greument, fins i tot com per a produir la mort.
La malaltia pot ser classificada de diverses formes: segons criteris exclusivament etiològics o de via de penetració, segons determinades característiques fisicoquímiques del bacteri, segons les seves variants genòmiques o segons l'especificitat immunològica dels múltiples tipus de neurotoxines que produeix. Fins fa poc temps, es coneixien set serotipus diferents de la neurotoxina botulínica i uns 40 subtipus. Aquesta nomenclatura és motiu de revisió avui dia.
De forma excepcional, el botulisme d'origen alimentari pot ser causat per un altre clostridi, el Clostridium baratii. Aquest tipus de botulisme ha estat descrit poques vegades a la literatura mèdica. Una d'elles a Barcelona. Es coneixen diferents soques d'aquest clostridi, caracteritzades genòmicament i trobades a fonts de contaminació molt diverses. Algunes d'elles són aerotolerants.
El Clostridium butyricum és un bacteri habitual de la microbiota de persones i animals. Les soques no patògenes són emprades en el tractament probiòtic d'algunes malalties. Les soques patògenes, però, poden provocar botulisme infantil i enterocolitis necrotitzants molt greus en nadons preterme. En aquests casos, les diferents soques del bacteri tenen efectes antagònics en la mucosa intestinal, relacionats amb la fermentació dels carbohidrats
No hi ha un tractament específic de la malaltia, a banda d'administrar anticossos policlonals antitòxics (preparats d'immunoglobulines d'origen equí, actius contra diversos tipus de toxines botulíniques) i les oportunes tècniques de suport vital. L'antitoxina més emprada és la trivalent, efectiva contra les toxines de tipus A, B i E. Existeix una antitoxina heptavalent, activa contra tots els tipus coneguts de toxina botulínica (A-G). Treballs in vivo han neutralitzat la toxina E emprant un anticòs IgG humanitzat (sotmès a modificacions paratòpiques). Una combinació d'anticossos monoclonals és capaç de neutralitzar múltiples subtipus de la toxina F (causant d'un baix percentatge de casos de botulisme). S'ha demostrat que determinats derivats de les benzoquinones són inhibidors endocítics de la toxina A, si bé encara no hi ha cap assaig sobre un possible compost terapèutic d'aquest tipus amb una concentració mínima inhibitòria segura. També han estat identificades substàncies quinoleíniques (compostos heterocíclics provinents del naftalè) que inactiven les metal·loproteases de la cadena lleugera de la dita neurotoxina A i que podrien ser clínicament viables.
Des de fa uns anys, es treballa a modificar aquests anticossos per mitjà de lligaments amb pèptids que facilitin la seva penetració intracel·lular i la inhibició de la toxina. També s'intenten dissenyar nous fàrmacs, amb substàncies derivades de la piridina i emprades per tractar malalties degeneratives, dirigits a evitar els danys neuromusculars propis del botulisme.
El diagnòstic diferencial del botulisme inclou la síndrome de Guillain-Barré, la miastenia gravis, intoxicació per tetradotoxina o toxiinfecció alimentària per marisc. La detecció precoç de la toxina és fonamental per instaurar el tractament adient. S'ha desenvolupat un test ELISA sobre una base microfluídica que pot identificar-la en uns 75 minuts. Actualment, als laboratoris especialitzats s'utilitzen tècniques de PCR quantitativa (qPCR) d'alta sensibilitat. Un equip d'investigadors xinesos desenvolupa un mètode de tires d'immunocromatografia de flux lateral amb nanopartícules d'or, per detectar de forma ràpida i econòmica en sèrum el botulisme A en zones aïllades o de limitats recursos sanitaris.
No hi ha tampoc una vacuna actualment aprovada per prevenir el botulisme. Diferents grups de recerca treballen en el desenvolupament una vacuna sintètica d'ADN que aconsegueixi una resposta immunològica eficaç contra la malaltia. L'any 2011, els CDC van tancar la seva línia d'investigació sobre la vacuna toxoide pentavalent contra el botulisme esmentada més amunt. Ara, els estudis sobre aquest tema se centren en les relacions de recombinació hoste-receptor. Un altre camp de recerca d'especial interès són les vacunes basades en vectors virals prèviament atenuats o inactivats, tot i que la possibilitat d'integració del genoma viral en el genoma humà limita aquests tipus de treballs.
Una variant poc comuna de botulisme és el botulisme infantil. Fou tipificada l'any 1976. Afecta els nens de menys de dotze mesos d'edat (~entre 1-52 setmanes), en els que una colonització temporal de l'intestí per clostridis comporta la producció in situ de toxines botulíniques. La intoxicació és el resultat d'ingerir espores de C. botulinum, no de toxines prèviament formades. Aquesta malaltia, considerada rara, sembla afectar -fins a hores d'ara- nens de tot el món, excepte els africans. Els tipus de C. botulinum aïllats amb més freqüència en aquesta forma de la malaltia han estat els A i B, mentre que els E i F s'han descrit relativament poques vegades. La bibliografia menciona un cas produït pel tipus C. També han sigut identificades soques productores de toxines Ab, Ba i Bf. La infecció provoca pèrdua de la motilitat intestinal i paràlisi progressiva descendent. Alguns especialistes recomanen administrar tiamina en cas d'intoxicació infantil per determinades soques de C. botulinum amb capacitat de degradar aquesta vitamina, ja que el seu dèficit complica la recuperació neurològica del nen. El medi rural i la proximitat a llocs en construcció són factors de risc en el botulisme infantil per la possible presència d'espores al sòl o flotants. S'ha registrat algun cas de mort sobtada causat per inhalació de pols domèstica contaminada. La dosi mínima infectiva d'espores de C. botulinum oscil·la entre 10 i 100. No és recomanable donar infusions d'espècies vegetals als nens molt petits, ja que poden contenir espores no destruïdes. De vegades, aquest tipus de botulisme s'ha originat per la ingesta de melassa de raïm. Es pot presentar com un quadre d'abdomen agut secundari a intussuscepció intestinal. El diagnòstic en nens molt petits no és senzill, ja que algunes formes d'atròfia espinal presenten signes similars i els resultats dels EMGs no són patognomònics.
La variant adulta del botulisme infantil es coneix com a botulisme ocult, indeterminat o botulisme entèric de l'adult. Inclou els casos que no poden ser atribuïts a un aliment concret. Es troben toxines a la femta, però no a l'aliment sospitós (en el qual es poden detectar o no espores). Es veu en persones amb alguna anormalitat del tracte gastrointestinal o antecedents de cirurgia prèvia. Excepcionalment, s'ha descrit en pàrvuls sotmesos a quimioteràpia i antibioticoteràpia endovenosa en el context d'un tractament anticancerós, un fet que fa sospitar que un estat immunitari alterat afavoreix el desenvolupament d'aquest tipus de botulisme.
Entre els aliments més exposats a la contaminació solen trobar-se les verdures i llegums enllaunades a casa o -a vegades- elaborades industrialment, a més dels productes derivats del porc (pernil curat, entre altres) i el peix cru o fumat. El consum de peixos salats i sense eviscerar, d'aigua dolça o marins -de vegades relacionat amb costums tradicionals-, és una causa coneguda de casos de botulisme. La creença que la mel no provoca botulisme s'ha demostrat falsa. Malgrat complir les oportunes normes sanitàries, no és factible aplicar un tractament tèrmic prou intens a la mel per destruir les espores sense alterar les característiques organolèptiques del producte i no es recomana que la consumeixen nens de menys d'un any d'edat. Brots de botulisme han estat provocats pel consum de begudes alcohòliques elaborades "artesanalment" a les presons.
Els aliments potencialment responsables d'una intoxicació botulínica són molts i poden tenir grans diferències entre ells segons sigui la zona geogràfica d'origen. A la Xina, durant molts anys, el principal menjar causant de botulisme fou un formatge casolà fet amb tofu i avui dia encara el tofu fermentat provoca casos de botulisme. Salses de formatge industrials, preservades de forma inadequada, han estat diverses vegades l'origen d'intoxicacions als EUA. A Itàlia, esporàdicament es veuen casos de botulisme en relació amb el consum de grelos conservats de forma artesanal.
El botulisme també es produeix quan el bacteri entra a l'organisme a través d'una ferida i produeix la toxina en l'interior d'aquesta. Acostuma a presentar-se en drogoaddictes que s'administren la droga per via intramuscular o subcutània (Butil-hidroxitoluè o heroïna marró, especialment). Algun cas de les dites característiques originat pel serotip B i presentant formació secundària d'abscés al punt de la injecció ha estat tractat amb desbridament, penicil·lina G i antitoxina específica, aconseguint-se una ràpida curació sense seqüeles. Aquest tipus de botulisme també s'ha descrit en consumidors de cocaïna per via nasal, sent petites lesions a la mucosa la porta d'entrada del bacteri. S'han descrit casos de botulisme per inhalació en persones que feien autòpsies d'animals infectats. Es creu que les toxines del bacteri tenen la capacitat de travessar els epitelis respiratoris, per se o amb l'ajut de determinades proteïnes transportadores.
És una de les possibles complicacions de les fractures obertes, sobretot si resten un temps exposades a la pols. Als EUA, la incidència d'aquesta particular forma de botulisme és de 0,29/10000 fractures obertes. Un problema afegit a la infecció és el fet que els aminoglicòsids, emprats en determinats procediments de cirurgia ortopèdica o en la profilaxi operatòria, potencien els efectes neurotòxics del bacteri.
Rarament, el botulisme pot ser iatrogènic (una complicació derivada d'una teràpia o acte curatiu). L'ús cosmètic de preparats de toxina botulínica elaborats sense control sanitari ha causat alguns casos de botulisme. S'ha descrit algun cas de paràlisi botulínica després d'aplicar tòpicament mel a nadons.
Recentment s'ha identificat una soca de Clostridium botulinum (la IBCA10-7060), aïllada d'un nen amb botulisme infantil, que produeix un tipus de toxina botulínica (TbH) no conegut fins ara. Encara que la seva nomenclatura toxicològica no és la definitiva (TbH, TbFA o TbHA), ha estat identificada una antitoxina específica amb capacitat terapèutica.
La soca 89G d'un bacteri diferent que pertany al mateix gènere, Clostridium argentinense, genera toxina botulínica del tipus G. És un bacteri que ha estat aïllat en casos de botulisme i osteomielitis derivats d'una lesió traumàtica oberta.
El botulisme és una de les malalties considerades com a arma a emprar en una guerra biològica o en un atac terrorista. Fou una de les malalties emprades en els experiments de la Unitat 731, entre 1939 i 1945. El règim de Saddam Hussein va desenvolupar un programa d'armes d'aquestes característiques entre 1985 i 1991, que no va utilitzar-se durant la Guerra del Golf i que fou abandonat uns anys més tard, i la secta japonesa Aum Shinrikyō va intentar propagar el bacteri pels carrers de Tokio sense èxit abans del seu atac amb gas sarin l'any 1995. La possibilitat de disseminar la toxina en forma d'aerosol o de crear un hídrid amb ella i soques d'enterobacteris tòxics, més estables i resistents, per alterar els efectes del sèrum antibotulínic són fets que els experts en bioseguretat veuen amb preocupació. Les espores de Clostridium botulinum són relativament resistents a la llum ultraviolada i resisteixen bé els alcohols, els composts fenòlics, els d'amoni quaternari i els mercurials orgànics. Són destruïdes pels òxids d'etilè i propilè (que provoquen l'alquilació de la guanina i de l'adenina de l'ADN de l'espora), pel formol i pels àcids i bases de forta concentració. Els àcids ascòrbic i dehidroascòrbic neutres eliminen les espores dels clostridis en general. La cloració dels sistemes públics d'abastament d'aigua és una forma bastant eficaç de protecció davant d'intents d'intoxicació massiva, sempre que la quantitat dels clostridis o de la toxina sigui baixa. En aquests supòsits es recomana bullir l'aigua 10´ per destruir les formes vegetatives del bacteri. La indústria làctia es considera un possible objectiu per aquesta mena d'actuacions, per això s'han proposat diverses millores per detectar les toxines en els processos de preparació, envasament, magatzematge i transport d'aquest tipus de productes.
Un programa europeu de recerca (AntiBotABE Project) treballa en el desenvolupament de nous anticossos recombinants que tinguin la capacitat de neutralitzar sense riscos les neurotoxines botulíniques A, B i E. Ara per ara, s'ha aconseguit una barreja d'anticossos oligoclonals amb una predictible alta tolerància en humans que podria tenir aplicacions clíniques en el futur.

## Botulisme animal
A banda de ser una malaltia humana, el botulisme afecta molts animals, vertebrats i invertebrats. Cavalls (en especial els poltres), ovelles, pollastres, lleons o papions -per exemple- poden infectar-se amb Clostridium botulinum, sobretot dels tipus neurotòxics A i B, o C/D a la zona del Mediterrani. La taxa de supervivència dels cavalls (de més de sis mesos d'edat) amb botulisme tractats en un hospital veterinari especialitzat és quasi del 50%. Aquests animals són especialment sensibles a la malaltia i en determinades zones es recomanable la vacunació i el control periòdic de menjar i aigua. Algunes soques del bacteri poden colonitzar de forma endofítica el trèvol blanc (Trifolium repens, una planta farratgera) i ser ingerides pel bestiar boví. La presència del bacteri en els animals lleters és un problema creixent de salut pública als països en vies de desenvolupament. Cal dir que una correcta pasteurització dels productes làctics inactiva més del 99,5% de les toxines botulíniques.
Es treballa per desenvolupar una vacuna recombinant quimèrica contra el botulisme boví tipus C i D. Al Brasil s'ha avaluat l'efecte d'una vacuna d'aquestes característiques en les poblacions de Bubalus bubalis, una espècie introduïda que té una considerable importància pels ramaders brasilers. El bestiar afecte de pica és més procliu a desenvolupar la infecció.
Fa uns anys, a granges pelleteres del nord d'Europa es produïren brots importants de botulisme, causats per pinsos fets amb farines animals contaminades. Actualment, aquests productes es controlen segons el Reglament (UE) 56/2013. Es creu que l'augment de casos de botulisme crònic a les explotacions de remugants podria tenir relació amb canvis en l'equilibri de la microbiota intestinal, provocats per la ingestió de glifosat. A llocs on no es disposa d'antitoxines pel bestiar boví, un tractament amb carbó activat, vitamina AD3E, microminerals i suplements probiòtics, sense antibiòtics anticlostridials ni administració endovenosa de fluids (que augmenta la congestió pulmonar dels animals), ha demostrat tenir una bona eficàcia.
És destacable el botulisme aviar, que ataca 117 espècies d'aus salvatges de 22 famílies diferents. Afecta els ocells aquàtics, en especial els anàtids. En diferents llocs de Catalunya, aquest fet és bastant habitual. El mecanisme de transmissió entre les dites aus és la ingesta de llimacs portadors o de larves de dípters necròfags contaminades amb el bacteri, desenvolupades sobre les restes d'altres aus mortes per la toxina i que actuen com a vectors. Els símptomes característics de la malaltia en aquests animals són debilitat i parèsia progressiva que evoluciona cap a una paràlisi flàccida de les potes, ales, coll i parpelles i que acaba impossibilitant el vol i la marxa. No poden mantenir la postura normal del coll i, si es troben a l'aigua, molts moren ofegats. El botulisme aviar es considera una malaltia emergent a Europa, sobretot a l'aviram. Investigadors francesos han desenvolupat una nova tècnica de PCR en temps real optimitzada per detectar, amb gran sensibilitat i excel·lent especificitat, diferents varietats de botulisme en mostres de fetge d'aus domèstiques i salvatges.
No totes les aus aquàtiques presenten la mateixa vulnerabilitat davant la infecció botulínica. Uns dels possibles motius són la resiliència filogenètica, el tipus d'alimentació, diferències anatòmiques del tracte digestiu, l'estacionalitat, l'abundància en una zona concreta de determinats insectes necròfags propagadors de la infecció o la presència del gastròpode invasor Physa acuta, un conegut vehicle epidemiològic del bacteri. Els insectes i altres invertebrats amb un sistema nerviós senzill no tenen receptors sinàptics complexos (com ara els gangliòsids polisiàlics) que puguin ser alterats per les toxines botulíniques, per això són resistents al botulisme i actuen com a vectors de la malaltia.
La descomposició de plantes, algues o animals en certes terres o aiguamolls origina el medi anaeròbic en el qual creix i s'alimenta de forma saprofítica el bacteri. Les espores del tipus neurotòxic E es poden trobar al tracte digestiu dels peixos dels llacs i són un perill per a les aus piscívores o les persones que mengen aquests peixos fumats.